# 沈定一
沈定一（1883年—1928年8月28日），原名宗傳，字叔言，改名定一，字劍侯，號玄廬，別署子丞，浙江萧山衙前人，中華民國政治人物。

## 生平
1883年，沈定一生於福建延平府順昌縣。父親沈受謙，同治元年進士，任工部主事，後到德化、順昌做知縣。一歲時，父親轉任台灣縣知縣，隨往。1886年，中法戰爭爆發，被父親送回原籍，隔年在家塾啟蒙。
1901年，18歲中秀才。1904年，由母親出資捐官，任雲南廣通縣知縣，在任內辦學、訓練民團。1907年，被雲貴總督錫良提拔，任武定縣知州，不久被當地權貴排擠而卸任。後被錫良派去接觸革命黨人，並任雲南省會巡警總辦，訓練警察。因暗助河口起事而流亡日本,參加中國同盟會及光復會。1909年，在上海、杭州參加浙江保路運動，浙江鐵路公司總理湯壽潛被革職，沈定一與朱福詵、樓守愚被推為股東代表赴北京交涉。
1911年，辛亥革命時，參加上海之役，進攻江南製造局。11月30日，擔任上海學生軍團長。1912年1月，當選為浙江省第一屆省議會議員，法律審查股長，制定《浙江軍政府臨時約法》。2月，學生軍團解散，部分被送往保定軍校學習。沈定一多次斥責紹興軍政府都督王金發，至王生歹意，密謀刺殺沈定一，未果。5月8日，在上海與查士端等人組織中華民國公民急進黨。時逢浙東飢荒，沈定一議請購糧賑災。
1913年，在北京、杭州等地設立黨部，積極於黨務。7月，湖口之役，沈定一率公民急進黨積極響應，遭到北京政府查禁；還聯合副議長劉焜、議員任風岡、許祖謙等人在議會反袁。1914年初，策反浙江都督朱瑞獨立，沒能成功而流亡日本。2月，在東京經沈仲九介紹結識劉大白。1915年，因反對二十一條而被日本警視廳監視，與劉大白轉赴南洋，在新加坡、蘇門答臘客居。
1916年6月6日，因父親病重回國省親，次月父親病逝。9月7日，省議會開議，當選為第二屆浙江省議會議長。10月4日，託病離職。1917年1月4日，反對黎元洪的浙江督軍楊善德和省長齊耀珊兩項任命案，省議會在杭州召開公民大會，要求浙人治浙。沈定一與蔡元培、經亨頤、章炳麟等人被推為代表，赴北京、南京請願。3月12日，彈劾省長齊耀珊非法裁撤審檢所。6月9日，張勛進京，楊善德附和宣布浙江獨立，沈定一在上海發起浙江同鄉會表示反對。20日，被通緝而避居上海。1918年，和孫中山、朱執信、廖仲愷致力於改革政局、辦報。
1919年5月6日，與戴季陶、孫棣三響應五四運動，參與浙江一師的學生運動，三人還共同創辦《星期評論》，任主編，聘請李漢俊負責編務。8月6日，遭到封禁，但通過斡旋繼續發行。1920年1月，《星期評論》介紹社會主義和俄國革命。4月，參加上海船務工會成立大會。接觸了共產國際代表維經斯基，與陳獨秀、李漢俊探討成立中國共產黨的問題。5月，在上海組建馬克思主義研究會。6月6日，《星期評論》停刊，27日，與俞秀松、崇俠討論農民運動問題。7月10日，回到家鄉衙前從事農民運動。19日，參與成立上海共產主義小組。8月，創辦《共產黨》和《勞動界》週刊，為其撰稿。22日，創辦上海社會主義青年團。11月，在杭州發起悟社，宣傳社會主義，發展學生和知識份子入黨。
1921年1月16日，應陳獨秀之邀同葉楚傖一起赴廣州參加朱執信葬禮。2月，支持廣州的工人運動，促進工會的成立。4月，返回衙前開展農民運動與老友劉大白和五四時一師的學生領袖宣中華、徐白民等人開辦小學、書社，並且打擊糧商平抑糧價。6月，與小組成員以及經亨頤、夏丏尊等人發起新時代叢書社。8月，成立蕭山東鄉教育會，並當選為第三屆浙江省議會議員。9月，組農民協會，支持農民減租。1922年，衙前農協的李成虎在蕭山縣監獄遇害，沈定一為其送葬，控訴軍閥。11月，省議會開議，與蔣方震等人起草非常會議法和財政法，企圖改變軍人干政的局面。30日，辭去省議員職。
1923年1月，和李漢俊、楊明齋共同反對共產國際提出的國共合作方案。5月，參加柳亞子發起的新南社。6月，拒絕出席中共三大，反對共產黨員加入國民黨。8月16日，受孫中山指派，與蔣介石、王登雲、張太雷等同赴蘇聯考察。11月回國，次月依照中央指示加入中國國民黨。

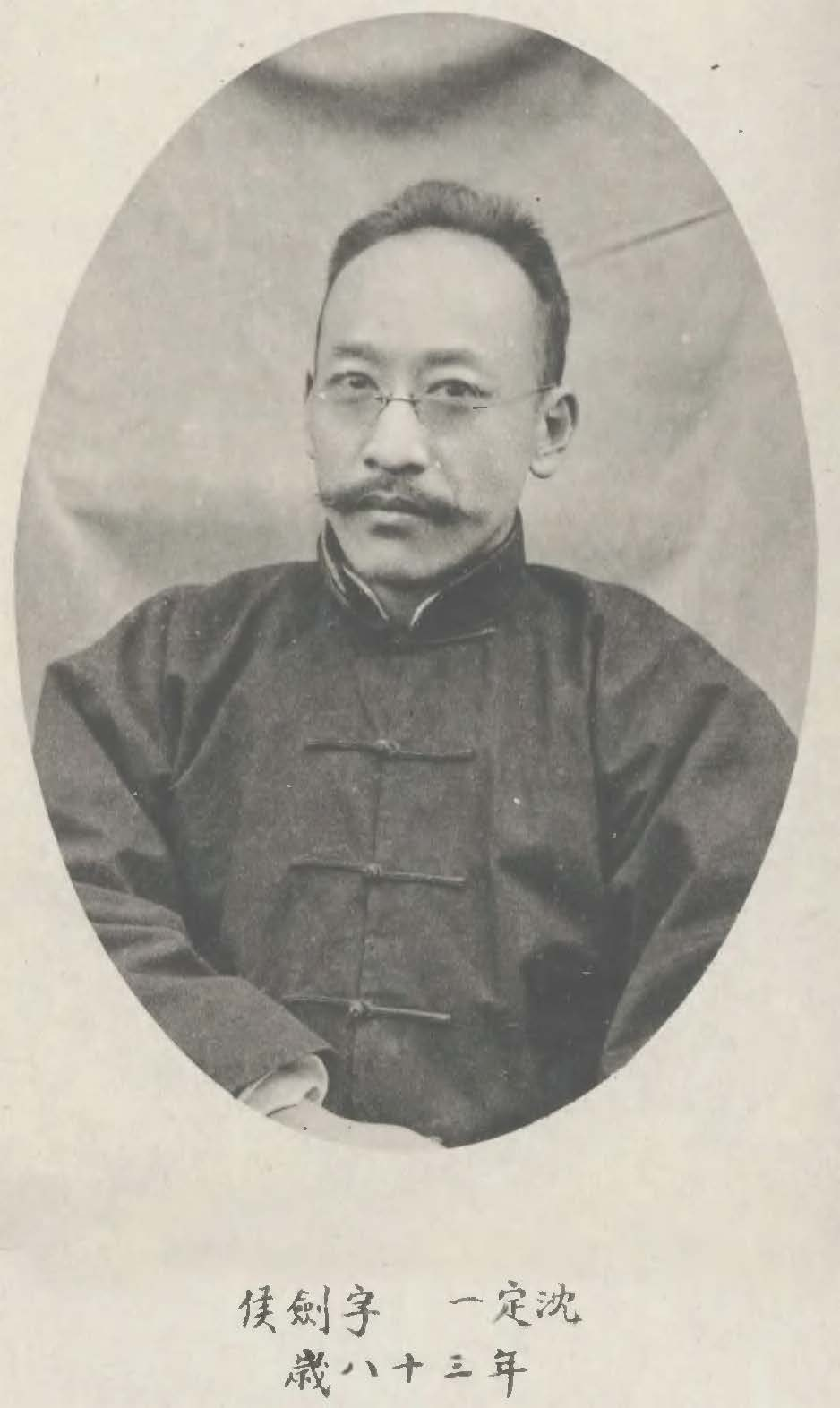
沈定一肖像

1924年1月20日，赴廣州出席國民黨第一次全國代表大會，當選為候補中央執行委員。3月，在杭州籌辦浙江省國民黨黨部，被選為執行委員。5月，在上海、杭州進行黨務和宣傳工作。8月，再赴廣州出席國民黨第一屆二中全會。
1925年1月，在上海參加中共四大。5月，赴廣州參加國民黨一屆三中全會，與戴季陶提出純粹三民主義，反對國共合作，遭共產黨開除黨籍處分。9月，在杭州另立黨部，反對蘇俄干預，主張共產黨退出國民黨。11月，與戴季陶、葉楚傖、邵元冲、覃振等日赴北京參加國民黨一屆四中全會，起草大部分的議案，宣布開除共產黨員黨籍，並被舉為國民黨中央工人部部長。12月，宣中華等共產黨員在海寧集會，成立國民黨浙江省聯席會議，與沈定一爭權。
1926年1月1日，廣州中央召開第二次代表大會，彈劾沈定一反黨，反對國父遺教。3月，參加上海中央的國民黨二大。當選為中央執行委員，並任國民黨中央執行委員會常務委員。反對國民黨內左右傾的說法，認為這是共產國際分化國民黨的手段。5月，因與邵元冲不合返回家鄉。7月，中執委由居正代任。蟄居衙前期間，還主持北海塘的修繕工作。
1927年3月，組織農會向省政府要求實行「二五減租」，並發起婦女協會，提倡婦女解放。四一二事件後，逮捕共產黨蕭山黨部宋夢歧。5月23日，省清黨委員會成立，沈定一、張靜江、盧仲英任常委，加強國民黨黨員教育。9月16日，蔣介石下野，沈定一被任命為中央特別委員會農民部委員、國民黨浙江省黨部改組委員兼秘書長，與洪陸東提出《保障安寧條例》，抑制共產黨活動。11月，提出開墾湘湖，受國立第三中山大學之聘，任湘湖勞農學院農場委員。12月，堅持頒布「佃農繳租實施條例」實行二五減租，同省政府抗爭。
1928年2月，國民黨二屆四中全會後辭去黨務，回鄉繼續農村自治運動。6月8日，成立蕭山東鄉自治會。7月，致函上海黨部好友周一知，主張國民黨須統一黨、政、軍的思想。同樣的內容還曾致函給張靜江、蔡元培、蔣介石、戴季陶等人。
8月20日，在衙前主持幾年「廖仲愷逝世三週年紀念大會」。26日，與戴季陶會於莫干山，商談農村自治運動。28日，返回衙前時，在車站遇刺身亡。11月，在被害處設立紀念碑。
1953年，紀念碑被拆除。
1966年，文化大革命時，沈定一的墓被人民公社的農民社員炸毀。

## 家庭
- 沈剑龙：沈定一之子。
  - 杨之华（1901年2月11日—1973年10月20日）：沈剑龙的前妻，1921年与沈剑龙育有一女沈晓光（后改名瞿独伊），1924年1月与瞿秋白结婚[23]。

## 腳註
1. ↑  其人（1994年），第31-32页
2. ↑  高樂天. . 浙江月刊: 4–6；17–19.
3. ↑  其人（1994年），第33-35页
4. ↑  其人（1994年），第36-37页
5. ↑  蕭邦奇（2010年），第25页
6. ↑  田頌堯. . 文史資料出版社. 1981: 56–58.
7. ↑  浙江省辛亥革命史硏究会. . 浙江人民出版社. 1981: 360–363；453–458.
8. ↑  其人（1994年），第38-42页
9. ↑  蕭邦奇（2010年），第23页
10. ↑  其人（1994年），第43-47页
11. ↑  其人（1994年），第47-54页
12. ↑  蔣丹殊. . 文史資料出版社. 1979.
13. ↑  其人（1994年），第55-82页
14. ↑  陳永發. . 臺北: 聯經出版. : 200-201. 在思想與立場上他集縣官、議員、革命志士、新聞主編、地主仕紳等角色於一身，不顧中共黨中央命令，致力從事農民教育工作，雖鼓吹階級鬥爭，卻也宣傳無政府主義與三民主義，他雖主張廢除私有制，但因為自身宗族也是地主，不敢要求主持家務的母親分地予佃農，在立場上不時有矛盾之處。
15. ↑  其人（1994年），第91-99页
16. ↑  其人（1994年），第118-121页
17. ↑  其人（1994年），第129-140页
18. ↑  其人（1994年），第141-149页
19. ↑  洪瑞建. . 南京. 1935.
20. ↑  其人（1994年），第150-151页
21. ↑  其人（1994年），第152页
22. ↑  蕭邦奇（2010年），第1页
23. ↑  瞿独伊. . 《羊城晚报》. 2011年2月12日.